# Cassyma indistincta
Cassyma indistincta là một loài bướm đêm trong họ Geometridae.